# Mambo (telenovela)
Mambo es una telenovela colombiana de Producciones JES que fue transmitida por el Canal A en 1994. Protagonizada por el actor cubano Roberto Escobar y la actriz Ana María Hoyos. Comparte, junto a la producción de CENPRO TV Amor Discos, el lugar como una de las telenovelas con emisiones más cortas en la historia de la televisión Colombiana.

## Sinopsis
En la década del 50, la ciudad tropical de Santa Verónica, se ha convertido en el escondite de los corsarios y filibusteros de finales de la Segunda Guerra Mundial. A ese lugar llega por invitación la cantante famosa de Mambo Lola Chávez (Ana María Hoyos), una nativa de la isla que un día dejó su tierra para buscar mejor suerte como cantante en Nueva York regresando cargada de triunfos, como parte de la inauguración del Hotel MIRAMAR de propiedad del millonario Bruno Iacomo (Roberto Escobar), un hombre físicamente atractivo y de un gran encanto que escode un pasado de espía y ladrón del régimen nazi, con el cual realizó la inversión de la construcción del hotel, pero acumulando muchas deudas.
El hotel también ha sido escogido por Felipe Góngora (Luis Eduardo Arango) para su matrimonio con Elena del Monte (Ana Mazhari), hija de Mario Del Monte (Luis Fernando Múnera) cabeza de la familia más prestante de la isla, un hombre rico de sentimientos buenos, de muchas influencias y posible socio de Bruno para invertir en el hotel y así salvarlo del posible embargo.
Don Mario también tiene otra hija llamada Marina Del Monte, una mujer conflictiva, egoísta, cínica y descarada que se debate entre el amor de dos hombres, el abogado y contador David Kaplan (Luis Fernando Hoyos) un hombre ambicioso que desea a toda costa escalar posición social y económica casándose con una de las hijas Del Monte, chantajeando a la misma Marina para conseguirlo y del encantador Bruno Iacomo, un hombre para ella enigmático y con muchos secretos.
También ha llegado a la isla la señora Luisa Viuda de Góngora (Raquel Ercole), madre de Felipe que vive en Estados Unidos y que regresa para asistir al matrimonio de su hijo quedando fascinada con su consuegro, el señor Del Monte. Es transparente pero quiere una compañía en su vida.
Con ellos esta Zamora (Alberto Valdiri), el chófer de la familia Del Monte, un hombre pobre, leal, que guarda un secreto muy importante: una de las hijas Del Monte no es hija legitima, sino fruto de la infidelidad de la esposa Del Monte y de él.
En este marco ocurre un crimen dentro del hotel, la víctima conocía algún secreto donde todos serán sospechosos, el asesino estará entre ellos.
Mambo es la reconstrucción de una época, en la que impera la restricción social de las parejas; un mundo de apariencias que reprimen la expresión del amor.

## Reparto
- Roberto Escobar- Bruno Iacomo
- Ana María Hoyos - Lola Chávez
- Luis Eduardo Arango - Felipe Góngora
- Raquel Ercole - Luisa Viuda de Góngora
- Luis Fernando Múnera - Mario Del Monte
- Adriana Vera - Marina Del Monte
- Ana Mazhari - Angela Schneider
- Alberto Valdiri - Zamora
- Luis Fernando Hoyos - David Kaplan
- Rita Bendeck - Marcela de Kaplan(†)
- Catherine Siachoque - Valentina
- Marcela Agudelo - Virginia Del Monte
- Flora Martínez - Susanita Del Monte
- Mario Ruiz
- Alfonso Ortiz
- Juan Pablo Franco - Eugenio
- Leonor González Mina
- María Fernanda Martínez